# Szołochowo (przystanek kolejowy)
Szołochowo (ros. Шолохово) – przystanek kolejowy w miejscowości Szołochowo, w rejonie polesskim, w obwodzie królewieckim, w Rosji. Położony jest na linii Królewiec – Sowieck.

## Historia
Dawniej stacja kolejowa. W okresie przynależności tych terenów do Niemiec do 1938 nosiła nazwę Schelecken, a następnie Schlicken.